# خوسيه دي خيسوس كورونا

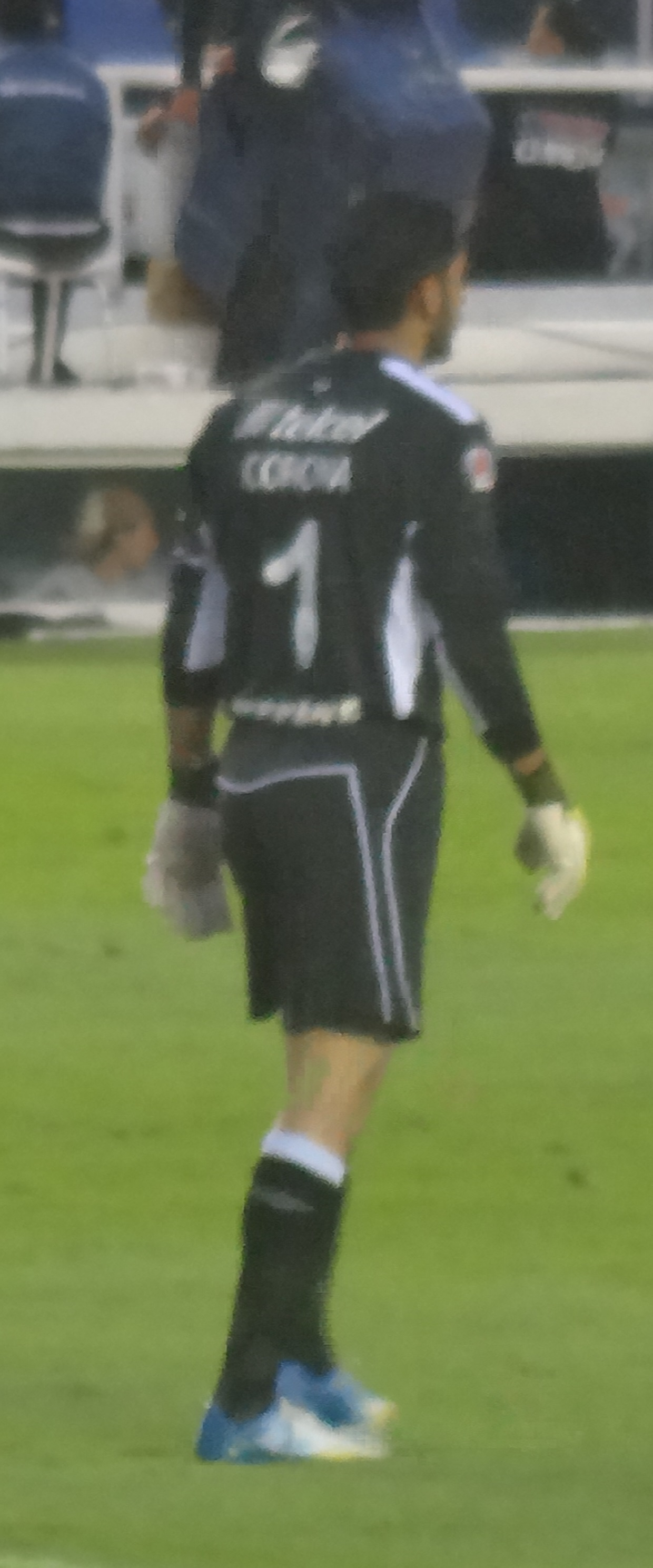
كورونا

خوسيه دي خيسوس كورونا رودريغيز الشهير باسم خيسوس كورونا (بالإسبانية: José de Jesús Corona Rodríguez) (ولد في 26 يناير 1981 في غوادالاخارا) لاعب كرة قدم دولي مكسيكي يلعب حاليا لصالح كروز أزول في مركز حارس المرمى منذ 2009.

## روابط خارجية
- خوسيه دي خيسوس كورونا على موقع الاتحاد الدولي (مؤرشف)  (الإنجليزية)
- خوسيه دي خيسوس كورونا على موقع قاعدة بيانات كرة القدم.إي يو (الإنجليزية)
- خوسيه دي خيسوس كورونا على موقع ناشيونال فوتبول تيمز (الإنجليزية)
- خوسيه دي خيسوس كورونا على موقع Soccerway.com (الإنجليزية)
- خوسيه دي خيسوس كورونا على موقع اللجنة الأولمبية الدولية (الإنجليزية)
- خوسيه دي خيسوس كورونا على موقع أوليمبيديا (الإنجليزية)
- خوسيه دي خيسوس كورونا على موقع AS.com (الإسبانية)